# Пограничная война между Кувейтом и Недждом
Пограничная война между Кувейтом и Недждом — конфликт между султанатом Неджд и шейхством Кувейт, вызванный стремлением Абдель Азиза ибн Сауда аннексировать Кувейт. Представляла собой ряд спорадических столкновений по всей границе между двумя государствами в 1919—1920 годах.
На мирной конференции в 1922 году были установлены границы Кувейта и Неджда. При этом Кувейт отказался прислать своего представителя на переговоры. В итоге Ибн Сауд убедил британского колониального администратора сэра Перси Кокса передать ему две трети территории Кувейта. После конференции Кувейт по-прежнему подвергался экономической блокаде со стороны саудитов и периодическим грабительским рейдам.

## Ход конфликта
В 1913 году эмир Эр-Рияда захватил у османов санджак Хаса и стал южным соседом эмира Кувейта. По англо-османской конвенции 1913 года территория Кувейта была продлена на юг до Манифы (около 200 км от города Кувейт), но эмир Неджда отказался признать эту конвенцию.
В 1919 году шейх Салем аль-Мубарак ас-Сабах задумал построить торговый город на юге Кувейта. Это вызвало дипломатический кризис в отношениях с Недждом, однако в конфликт вмешалась Британия и заблокировала инициативу Салема.
В 1920 году попытка ополчения Неджда — ихванов — построить крепость на юге Кувейта привела к сражению у Хамда. 2000 ихванов вступили в бой со 100 кувейтскими всадниками и 200 пехотинцами. Бои шли в течение шести дней, тяжелые потери понесли обе стороны, и ихваном удалось продвинуться к Джахре, недалеко от города Кувейт.
В последовавшей битве 4000 ихванов во главе с Фейсалом аль-Дувайшем напали на Красный Форт в Аль-Джахре, который защищали 1500 кувейтцев. Форт был осажден, и если бы он пал, Кувейт, скорее всего, был бы включен в империю Ибн Сауда.
Однако ихванская атака отбита, и начались переговоры между Салемом и Аль-Дувейшем. Последний угрожал еще одним приступом, если кувейтские силы не сдадутся. Местное купечество убедило Салема обратиться за помощью к британским войскам, которые прислали подкрепления и вынудили ихванов снять осаду.

## Последствия
Договор в Укайре 1922 года установил границы между Кувейтом и Саудовской Аравией, а также учредил Саудо-Кувейтскую нейтральную зону площадью около 5180 квадратных километров, прилегающую к южной границе Кувейта.